# Hannah Sæthereng
Hannah Sæthereng (20 aprile 1999) è una sciatrice alpina norvegese.

## Biografia
Attiva in gare FIS dal dicembre del 2015, la Sæthereng ha esordito in Coppa Europa il 5 dicembre 2016 a Trysil in slalom speciale, senza concludere la gara, e in Coppa del Mondo il 14 marzo 2019 a Soldeu in supergigante (18ª); in carriera non ha preso parte né a rassegne olimpiche né iridate.

## Palmarès

### Mondiali juniores
- 1 medaglia:
  - 1 oro (supergigante a Val di Fassa 2019)

### Coppa Europa
- Miglior piazzamento in classifica generale: 42ª nel 2020

### Campionati norvegesi
- 3 medaglie:
  - 2 argenti (supergigante, combinata nel 2018)
  - 1 bronzo (supergigante nel 2017)